# Lorenzo Pellegrini
Pour les articles homonymes, voir Pellegrini.
Lorenzo Pellegrini (prononcé : [loˈrentso pelleˈɡriːni]), né le 19 juin 1996 à Rome en Italie, est un footballeur international italien. Il évolue au poste de milieu de terrain à l'AS Roma.

## Carrière

### Au club AS Roma
Lorenzo Pellegrini rejoint l'US Sassuolo durant l'été 2015 contre un peu plus d'un million d'euros. La Roma disposant d'une option de rachat pour le rapatrier à hauteur de 10 millions d'euros utilisable jusqu'au 30 juin 2017.
Il inscrit son premier but en Ligue Europa le 3 novembre 2016, contre le club autrichien du Rapid Vienne.
Le 1er décembre 2017, il marque son premier but avec l' A.S. Rome contre Spal.
Désormais capitaine de la roma il en est un joueur important.

### Équipe nationale d'Italie
Lorenzo Pellegrini est sélectionné avec les moins de 19 ans, moins de 20 ans, puis avec les espoirs italiens. Il inscrit un but avec les moins de 19 ans et un but avec les espoirs.
Il est convoqué pour la première fois en équipe d'Italie par le sélectionneur national Giampiero Ventura, pour un match amical non officiel contre Saint-Marin le 31 mai 2017. Lors de ce match, il entre à la 46e minute de la rencontre, à la place de Daniele Baselli. La rencontre se solde par une victoire 8-0.
En juin 2021, Lorenzo Pellegrini est sélectionné par Roberto Mancini pour participer à l'Euro 2020. Néanmoins il se blesse quelques jours avant la compétition où il est remplacé par Gaetano Castrovilli. Un mois plus tard, l'Italie remporte le titre.
Il est retenu dans la liste des 26 joueurs italiens du sélectionneur Luciano Spalletti pour participer à l'Euro 2024 . 

## Statistiques
| Saison                | Club                  | Championnat           | Championnat | Championnat | Coupe(s) nationale(s) | Coupe(s) nationale(s) | Compétition(s) continentale(s) | Compétition(s) continentale(s) | Compétition(s) continentale(s) | Total | Total |
| Saison                | Club                  | Division              | M.          | B.          | M.                    | B.                    | Comp.                          | M.                             | B.                             | M.    | B.    |
| 2014-2015             | AS Rome               | Serie A               | 1           | 0           | -                     | -                     | C3                             | -                              | -                              | 1     | 0     |
| 2015-2016             | US Sassuolo           | Serie A               | 19          | 3           | 1                     | 0                     | -                              | -                              | -                              | 20    | 3     |
| 2016-2017             | US Sassuolo           | Serie A               | 28          | 6           | 1                     | 1                     | C3                             | 5                              | 1                              | 34    | 8     |
| Sous-total            | Sous-total            | Sous-total            | 47          | 9           | 2                     | 1                     | -                              | 5                              | 1                              | 54    | 11    |
| 2017-2018             | AS Roma               | Serie A               | 28          | 3           | 1                     | 0                     | C1                             | 8                              | 0                              | 37    | 3     |
| 2018-2019             | AS Roma               | Serie A               | 25          | 3           | 2                     | 0                     | C1                             | 6                              | 1                              | 33    | 4     |
| 2019-2020             | AS Roma               | Serie A               | 27          | 1           | 2                     | 2                     | C3                             | 5                              | 0                              | 34    | 3     |
| 2020-2021             | AS Roma               | Serie A               | 34          | 7           | 1                     | 1                     | C3                             | 12                             | 3                              | 47    | 11    |
| 2021-2022             | AS Roma               | Serie A               | 28          | 9           | 1                     | 0                     | C4                             | 12                             | 5                              | 41    | 14    |
| 2022-2023             | AS Roma               | Serie A               | 32          | 4           | 2                     | 0                     | C3                             | 14                             | 3                              | 48    | 7     |
| 2023-2024             | AS Roma               | Serie A               | 29          | 8           | 2                     | 0                     | C3                             | 10                             | 2                              | 41    | 10    |
| 2024-2025             | AS Roma               | Serie A               | 25          | 2           | 2                     | 0                     | C3                             | 7                              | 1                              | 34    | 3     |
| Sous-total            | Sous-total            | Sous-total            | 227         | 36          | 13                    | 3                     | -                              | 74                             | 15                             | 314   | 54    |
| Total sur la carrière | Total sur la carrière | Total sur la carrière | 277         | 46          | 15                    | 4                     | -                              | 79                             | 16                             | 371   | 66    |

## Palmarès

### En club
AS Roma
- Vice champion d’Italie en 2015
- Vainqueur de la Ligue Europa Conférence en 2022
- Finaliste de la Ligue Europa en 2023

### En sélection
Italie
- Troisième de la Ligue des nations en 2021
- Finaliste de la Coupe des champions CONMEBOL–UEFA en 2022

 Italie espoirs
- Troisième du Championnat d'Europe espoirs en 2017

### Distinction individuelle
- Meilleur joueur de la Ligue Europa Conférence en 2022
- Membre de l’équipe de la saison de la Ligue Europa Conférence en 2022
- Membre de l’équipe de la saison de la Ligue Europa en 2021
- Membre de l'équipe de la saison de la Ligue Europa 2022-23